# Ornithogalum filicaule
Ornithogalum filicaule är en sparrisväxtart som beskrevs av John Charles Manning och Peter Goldblatt. Ornithogalum filicaule ingår i släktet stjärnlökar, och familjen sparrisväxter. Inga underarter finns listade i Catalogue of Life.